# Leptotrygon veraguensis
Leptotrygon veraguensis е вид птица от семейство Гълъбови (Columbidae), единствен представител на род Leptotrygon.

## Разпространение
Видът е разпространен в Еквадор, Колумбия, Коста Рика, Никарагуа и Панама.